# Agnes Smedli
Agnes Smedli (engl. Agnes Smedley; 23. februar 1892 — 6. maj 1950) bila je američka novinarka i književnica, borac za ženska prava i oslobođenje Indije od kolonijalne uprave Veliki Britanije.

## Biografija
Rođena je u Ozgudu, u saveznoj američkoj državi Misuri u siromašnoj farmerskoj porodici. Njen otac bio je američki indijanac. Kada joj je bilo deset godina sa porodicom preseila se u rudarsko mesto Trinidad (Kolorado). Sledeće godine njen ostala je bez oca koji je napustio svoju dotadašnju porodicu. Usled teške materijalne situacije bila je prinuđena da radi kao kućna posluga. Njeno školstvo bilo je izuzetno isprekidano što ju je usmerilo na samoobrazovanje. Tokom 1912. godina udala se za Ernesta Brundina, a sledeće godine započela je školovanje na učiteljskom koledžu u San Dijegu odakle je isključena 1916. godine. Učanila se u Socijalističku partiju Amerike, a 1917. godine se razvela i prešla u Njujork gde je sarađivala u socijalistčkoj štampi.
Povezala se sa grupom indisjkih revolucionara-boraca za oslobođenje Indije od Velike Britanije zbog čega je provela 6 meseci u zatvoru pod optužbom da je učestvovala u pripremama za ustanak protiv Britanije u cilju oslobađanja Indije. Nakon puštanja na slobodu piše za "New York Call" i "The Birth Control Review". Pridružuje se tajnoj grupi "Prijatelji indijske slobode" gde je bila zadužena za čuvanje poverljivih materijala.
U Nemačku odlazi 1920. godine odakle piše za američke listove "The Nation" i "The New Masses". Tada počinje njena saradnja sa sovjetskim časopisom "Međunarodna književnost",a uključuje se i u rad Kominterne.
U Kinu, Šangaj, odlazi 1928. godine. Sledeće godine objavjuje autobiografski roman "Ćerka zemlje". U SFRJ je izdat pod naslovom "Sama" pedesetih godina prošlog veka. Roman postaje jedan od primera tzv. proleterske literature.
Tokom boravka u Kini piše za "Manchester Guardian", "China Weekly Review" i "Frankfurter Zeitung". Zbog svoje otvorene podrške kineskoj Crvenoj armiji dolazi u sukob sa Kuomintangom.
U Kini upoznaje sovjetskog obaveštajca Ričarda Zorgea 1930. godine i pomaže mu da uspostavi svoju obaveštajnu mrežu.
Tokom 1933-1934. godine boravi u Sovjetskom Savezu.
Priključuje se kineskoj Crvenoj armiji. Tokom Drugog svetskog rata bila je važan posrednik između američke vojske i kineskih komunista. Na niz načina pomagala je borbu kineske Crvene armije.
U predvečerje Drugog svetskog rata vratila se u SAD gde je održala niz predavanja o Kini. Posle završetka Drugog svetskog rata pala je pod istragu FBI zbog svojih simpatija prema komunistima. Napustivši SAD odlazi u Britaniju gde umire.

## Literatura
- MacKinnon, Janice R. & MacKinnon, Stephen R. (1988). Agnes Smedley: The Life and Times of an American Radical. University of California Press. Berkeley, CA. ISBN 978-0-520-05966-5.
- Price, Ruth. (2005). The Lives of Agnes Smedley. Oxford: Oxford University Press. ISBN 978-0-19-514189-4.

## Spoljašnje veze
- Agnes Smedley from the Архивирано на веб-сајту  (17. април 2012) Arizona State University Hayden Library archives
- "Secrets, Lies, and Atomic Spies" from Nova
- "A Passionate Warrior with No Compromise" from China Through A Lens
- "From the Midwest to the Far East" by Jeffrey Wasserstorm from Global Journalist.
- Agnes Smedley materials in the South Asian American Digital Archive (SAADA)